# Jyrki Katainen
Jyrki Tapani (Jyrki) Katainen (Siilinjärvi, 14 oktober 1971) is een Fins politicus voor de Nationale Coalitiepartij (EVP). Tussen juli 2014 en november 2019 was hij Europees Commissaris namens Finland in de commissies Barroso en Juncker.
Katainen was van 22 juni 2011 tot 23 juni 2014 premier van Finland, en tussen 24 maart 1999 en 30 juni 2014 was hij tevens lid van de Eduskunta, het Finse parlement. Hij was van 2004 tot juni 2014 de partijleider van de centrumrechtse conservatief-liberale Nationale Coalitiepartij. Sinds april 2007 was Katainen vicepremier en minister van Financiën. Bij de Finse verkiezingen van 17 april 2011 werd zijn partij de grootste partij, met 44 van de 200 zetels.

## Carrière
Katainen groeide op in een kleine stad en was parttime leraar, totdat hij lid werd van de gemeenteraad van Siilinjärvi in 1993. Hij werd verkozen in het Finse parlement in 1999, werd vicevoorzitter van zijn partij in 2001 en de leider in 2004.
In maart 2003 werd hij verkozen tot vicepresident van de Europese Volkspartij, voor een driejarige termijn.

### Minister en premier
Bij de Finse parlementsverkiezingen van 2007, veroverde de Nationale Coalitiepartij, geleid door Katainen, de tweede plaats op de sociaaldemocraten. Katainen werd minister van Financiën en vicepremier in een nieuw kabinet, met de Centrumpartij, Nationale Coalitiepartij, de Groenen en de Zweedse Volkspartij.

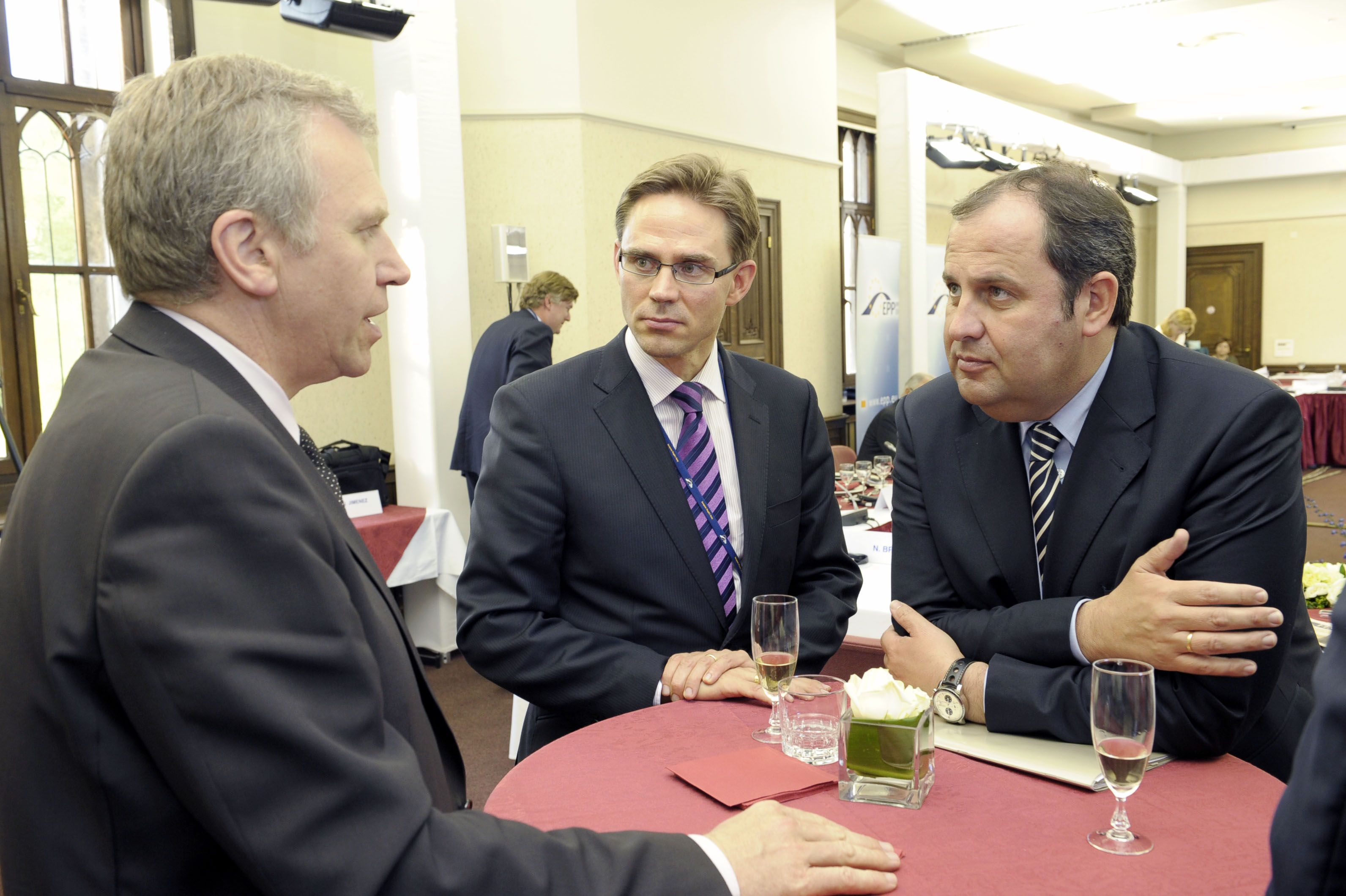
Katainen met de Belgische premier Yves Leterme en de federale minister van Financiën van Oostenrijk, Josef Pröll, in 2010

In november 2008 noemde de Financial Times Katainen de beste minister van Financiën in Europa.
Bij de Finse parlementsverkiezingen van 2011 werd de partij van Katainen de grootste partij. Na de verkiezingen vormde Kaitanen een coalitie bestaande uit zes partijen.

### Europese Commissie
Katainen liet in april 2014 weten in de zomer af te zullen treden als premier van Finland, om een rol binnen de Europese Unie op zich te nemen. In juni 2014 bevestigden bronnen aan Euractiv dat hij Olli Rehn, die bij de verkiezingen in mei werd verkozen tot het Europees Parlement en van plan zou zijn om zijn zetel in te nemen, zal opvolgen als commissaris voor Economische en Monetaire Zaken en de Euro. Katainen maakte er op dat moment geen geheim van dat hij José Manuel Barroso wilde opvolgen als voorzitter van de Europese Commissie. Op 27 juni 2014 droeg de Europese Raad echter Jean-Claude Juncker voor om die functie te gaan vervullen.
Op 23 juni 2014 nam Katainen ontslag als premier van Finland, om Europees commissaris voor Economische en Monetaire Zaken en de Euro te worden in de commissie-Barroso II. Als premier werd hij opgevolgd door Alexander Stubb. Katainen werd op 10 juli 2014 officieel door Finland voorgedragen om commissaris te worden. De voordracht werd op 16 juli 2014 goedgekeurd door het Europees Parlement. In de op 1 november 2014 aangetreden commissie-Juncker werd hij opnieuw Eurocommissaris, ditmaal voor Banen, Groei, Investeringen en Concurrentievermogen. Hij is tevens een van de vicepresidenten.
- Gemeinsame Normdatei: 1136490760
- Nationale Bibliotheek van Polen: a0000003567051
- Parlement.com: vhzu80xp5bz8
- Virtual International Authority File: 2710148209306100460001
- WorldCat: E39PBJymDYKh9rwJXgPdTtjpyd

Joaquín Almunia · László Andor · Catherine Ashton · Michel Barnier · José Manuel Barroso · Tonio Borg (vanaf 28 november 2012) · Dacian Cioloş · John Dalli (tot 16 oktober 2012)  · María Damanáki · Jacek Dominik (sinds 16 juli 2014) · Štefan Füle · Karel De Gucht  · Máire Geoghegan-Quinn · Kristalina Georgieva · Johannes Hahn · Connie Hedegaard · Siim Kallas · Jyrki Katainen (sinds 16 juli 2014) · Neelie Kroes · Janusz Lewandowski (tot 1 juli 2014) · Cecilia Malmström · Neven Mimica · Ferdinando Nelli Feroci (sinds 16 juli 2014) · Günther Oettinger · Andris Piebalgs · Janez Potočnik · Viviane Reding (tot 1 juli 2014) · Olli Rehn (tot 1 juli 2014) · Martine Reicherts (sinds 16 juli 2014) · Maroš Šefčovič · Algirdas Šemeta · Antonio Tajani (tot 1 juli 2014) · Androulla Vassiliou
Vytenis Andriukaitis · Andrus Ansip (tot 2 juli 2019) · Dimitris Avramopoulos · Elżbieta Bieńkowska · Violeta Bulc · Miguel Arias Cañete  · Corina Crețu (tot 2 juli 2019) · Valdis Dombrovskis  · Marija Gabriel (vanaf 4 juli 2017) · Kristalina Georgieva (tot 1 januari 2017) · Johannes Hahn · Jonathan Hill (tot 15 juli 2016) · Phil Hogan  · Věra Jourová · Jean-Claude Juncker · Jyrki Katainen · Julian King (vanaf 19 september 2016) · Cecilia Malmström · Neven Mimica · Carlos Moedas · Federica Mogherini · Pierre Moscovici · Tibor Navracsics · Günther Oettinger · Maroš Šefčovič · Christos Stylianides · Marianne Thyssen · Frans Timmermans · Karmenu Vella · Margrethe Vestager